# Rijksbeschermd gezicht Lemiers
Het rijksbeschermd gezicht Lemiers is een van rijkswege beschermd dorpsgezicht in de buurtschap Oud-Lemiers van het dorp Lemiers in de Nederlands-Limburgse gemeente Vaals.

## Beschrijving gebied
Het beschermde gebied bestaat uit kasteel Lemiers en de oude dorpskern van Lemiers – ook wel aangeduid als Oud Lemiers, en het landelijke gebied daaromheen. In het noorden wordt de grens van het dorpsgezicht bepaald door de Selzerbeek, die tevens de grens met Duitsland vormt. In het oosten is het dal van de Zieversbeek opgenomen in het beschermde dorpsgezicht, waarbij de begrenzing het reliëf ter plaatse volgt. In het westen is een kavellijn op enige afstand van het kasteel gevolgd, ter voorkoming van ongewenste bebouwing in de onmiddellijke omgeving daarvan. In het zuiden volgt de begrenzing van het gebied de achterzijde van de bebouwde gronden langs de Rijksweg (de N278), waarbij de meer recente bebouwing rondom de neoromaanse Sint-Catharina en Luciakerk van bescherming is uitgesloten. Hoewel aan de oude dorpsweg ook enkele nieuwe huizen staan en sommige oude panden zijn verminkt, is Oud Lemiers met het geaccidenteerde open terrein en het geboomte rondom het kasteel nog zeer karakteristiek te noemen.
In de Romeinse tijd lag in deze omgeving de Romeinse villa Lemiers. De vroegmiddeleeuwse nederzetting, in 1202 voor het eerst genoemd ("Lumirs"), is ontstaan langs de weg van Maastricht naar Aken, de Oude Akerweg, bij de plek waar de oude weg de Selzerbeek kruist. Het oude komdorp wordt gekenmerkt door een cluster van huizen rondom een kerkje. Aan de noordoostkant hiervan ligt het kasteel, dat waarschijnlijk uit een leenhof of hoeve is voortgekomen, waaraan de plaats zijn ontstaan te danken heeft. Na de aanleg in 1824 van de nieuwe, rechte verbindingsweg Maastricht-Vaals, de huidige N278, kwam een nieuwe lintbebouwing langs de nieuwe weg tot stand en is het oude Lemiers afzijdig komen te liggen.
Kasteel Lemiers ligt achter een oprijlaan op een nog grotendeels omgracht terrein. Het eertijds ook wel als "Hochstetter" aangeduide kasteel is gesticht op de grondslagen van een middeleeuwse burcht, in 1219 genoemd als residentie van de plaatselijke heer, Winandus van Lemiers. Het complex bestaat uit een 17e-eeuws edelmanshuis en een L-vormig voorgebouw met twee 16e-eeuwse hoektorens en een 17e-eeuwse ingangspartij. Een deel van de kasteelhoeve was in gebruik als kasteelmolen. De tuin bevat enkele 18e-eeuwse elementen (poortgebouw, tuinmuur, fontein), die wellicht ontworpen zijn door de Akense architect Johann Joseph Couven.
Ouder dan het kasteel is het Sint-Catharinakerkje, waarvan de kern uit de 11e eeuw stamt. Het is het enige voorbeeld in Limburg van een preromaanse kerk, die voor het overige slechts uit opgravingen bekend is. Het kerkje bestaat uit een eenbeukig schip en een smaller, rechtgesloten koor. Het gebouw is opgetrokken uit breuksteen (kolenzandsteen?) en wordt bekroond door een torentje bekleed met schindels (houten leien). Het voor Nederland unieke gebouw staat op de grens van twee pleinvormige ruimten, die worden omsloten door een aantal 18e-eeuwse vakwerkhuizen (Oud Lemiers 18, 20, 24, 27, 29).

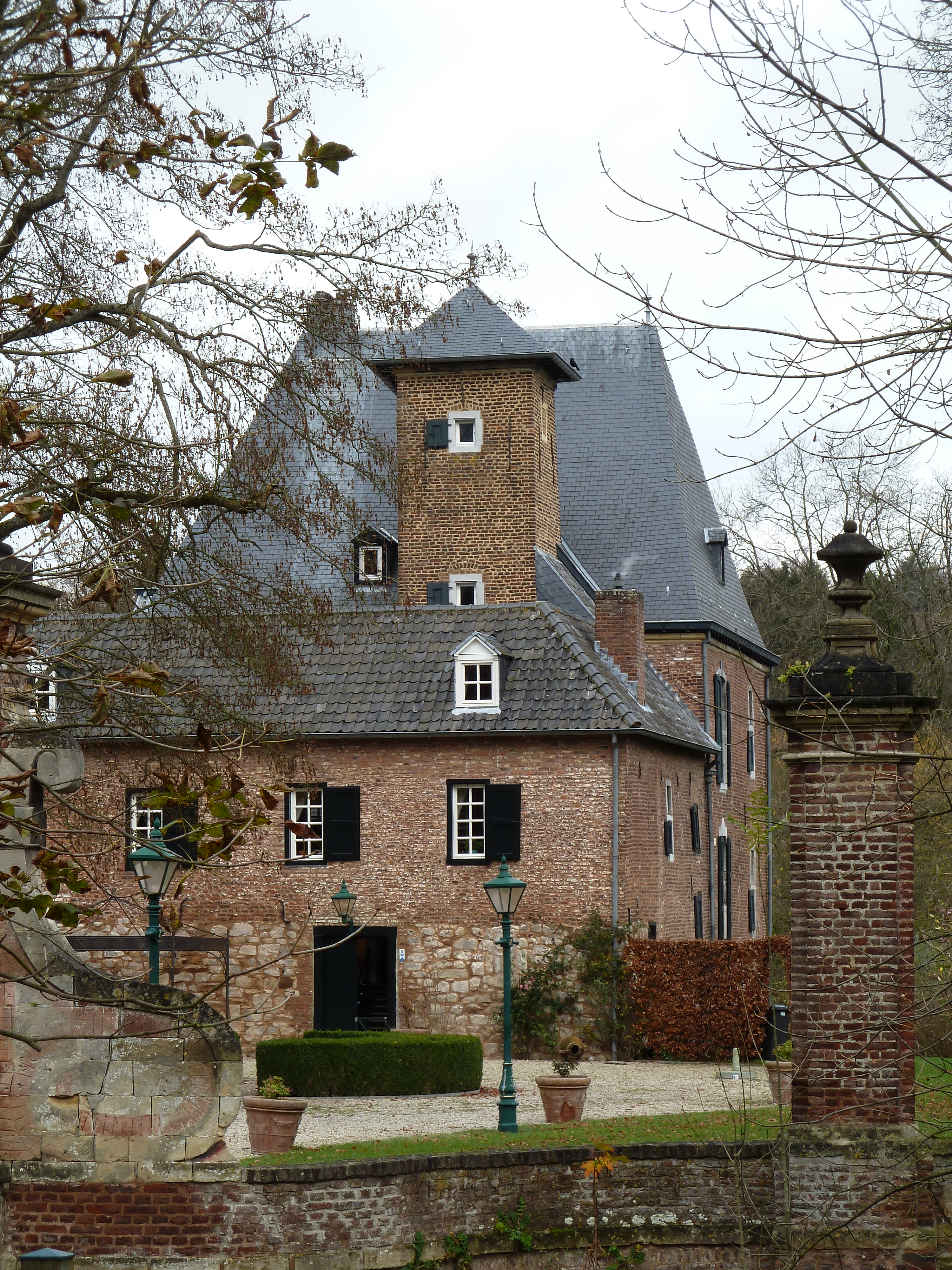
Kasteel Lemiers
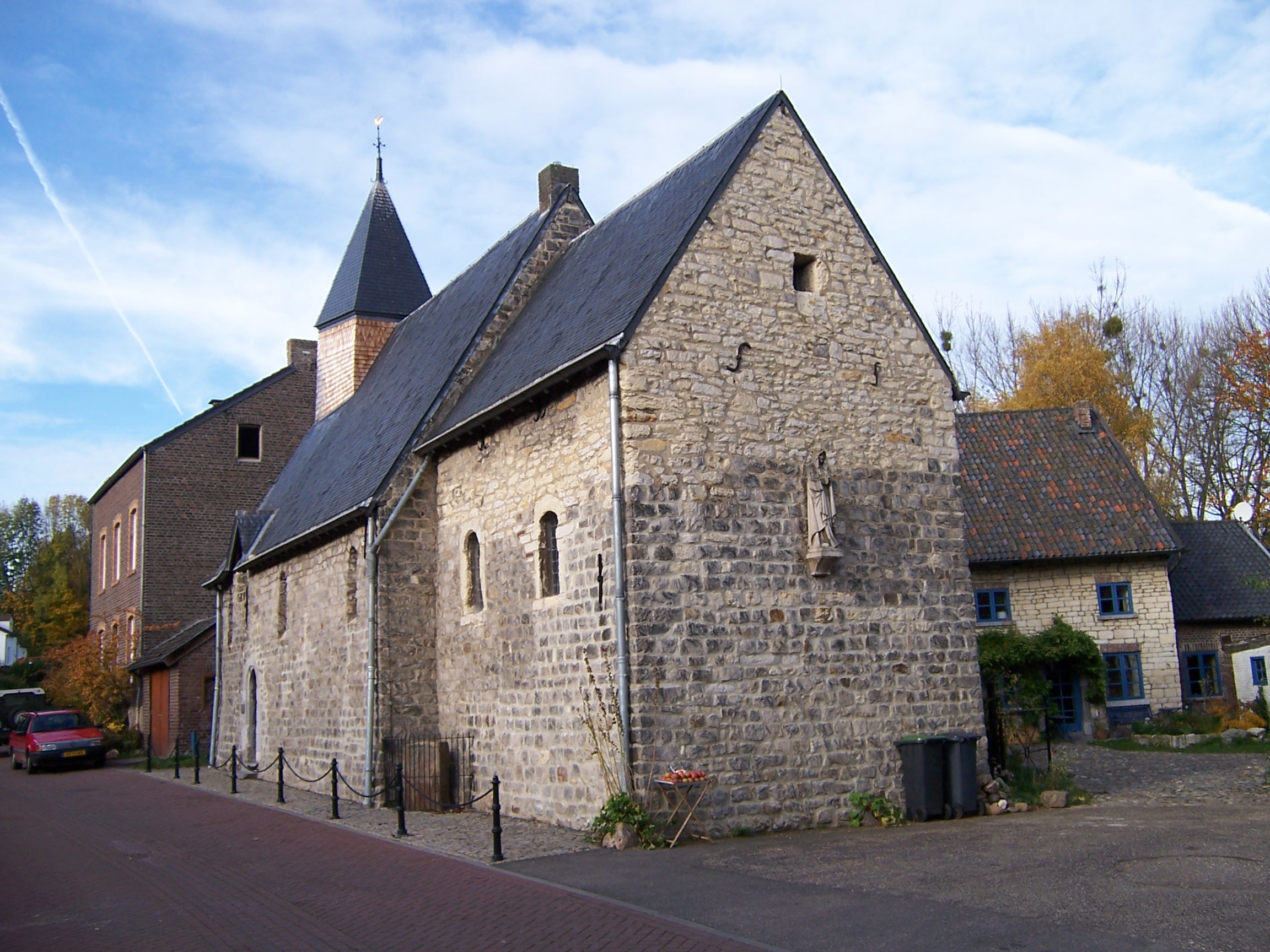
St-Catharinakapel
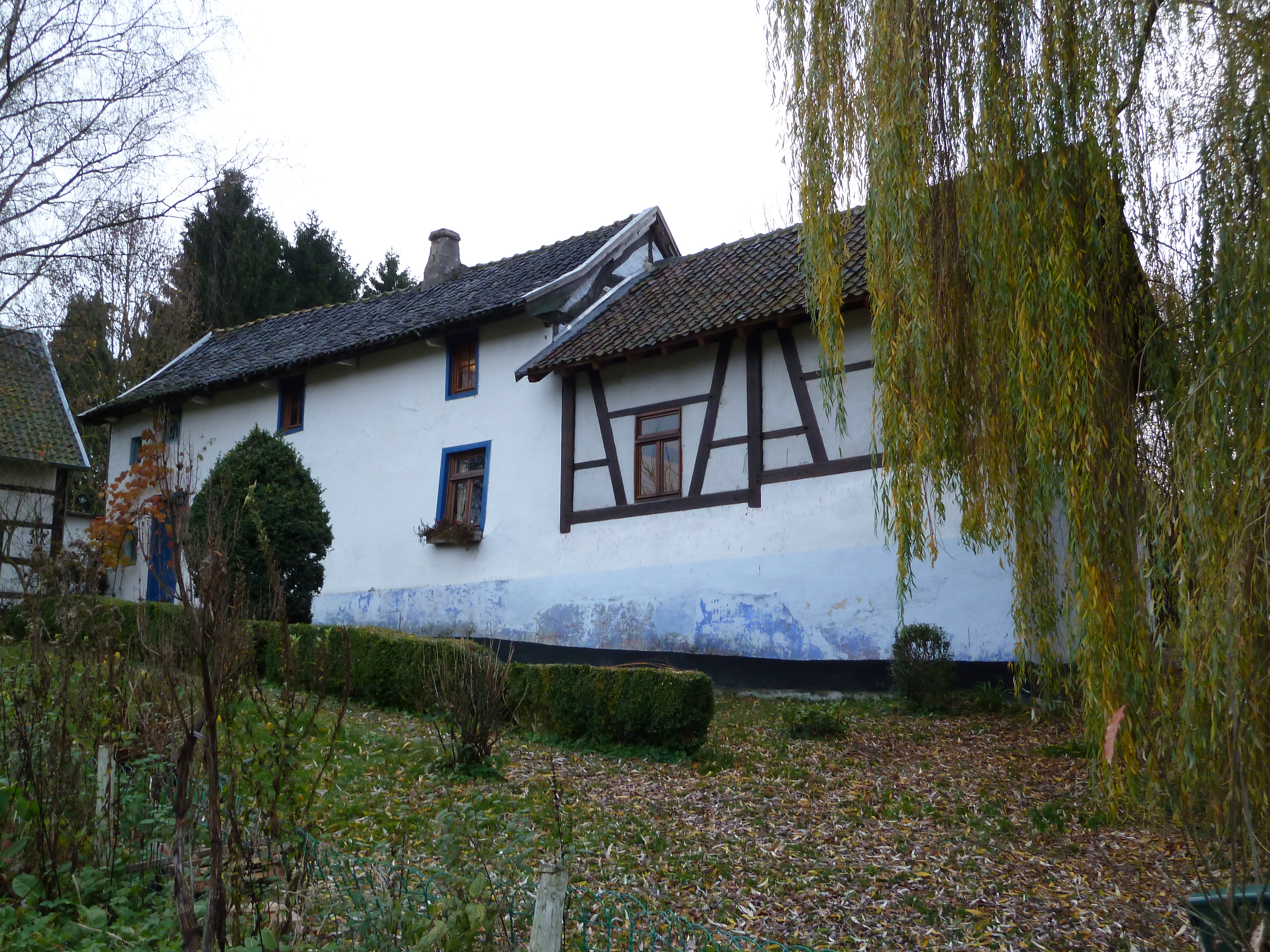
Oud Lemiers 21
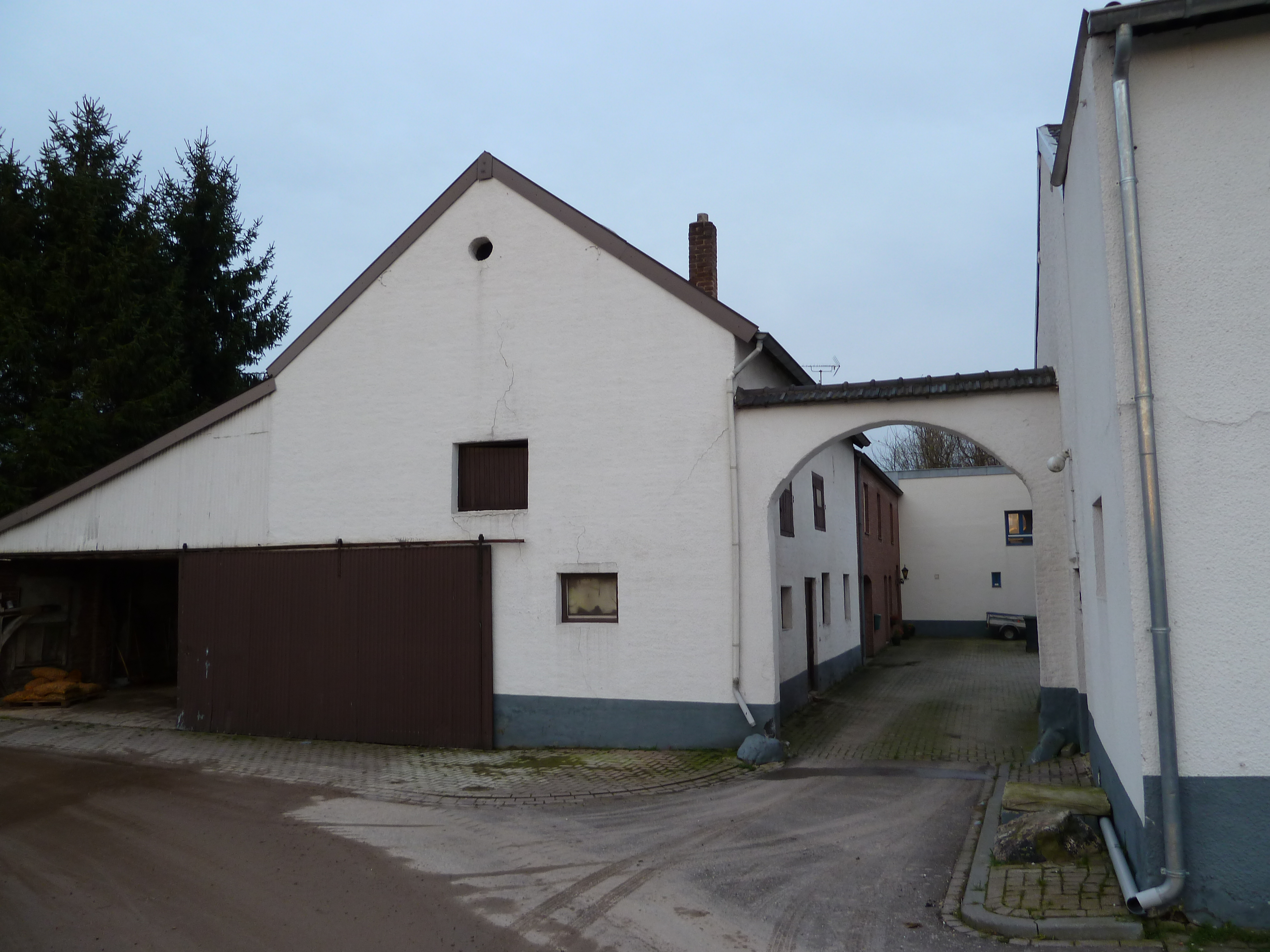
Oud Lemiers 28

## Aanwijzing tot rijksbeschermd gezicht
De procedure voor aanwijzing werd gestart op 17 mei 1967. Het gebied werd op 15 april 1969 definitief aangewezen. Het beschermd gezicht beslaat een oppervlakte van 36,5 hectare.
Panden die binnen een beschermd gezicht vallen krijgen niet automatisch de status van beschermd monument. Wel zal de gemeente het bestemmingsplan aanpassen om nieuwe ontwikkelingen in het gebied te reguleren. De gezichtsbescherming richt zich op de stedenbouwkundige en cultuurhistorische waardering van een gebied en wil het toekomstig functioneren daarvan veiligstellen.
Naast het rijksbeschermd gezicht Lemiers, telt de gemeente Vaals nog vijf andere beschermde dorpsgezichten.